# 郭在贻
郭在贻（1939年1月11日—1989年1月10日）号旻盦。室名朴学斋、仪二王斋、冷凳斋。中国大陆语言学家。山东省邹平县碑楼村人。在训诂学、敦煌学、楚辞学领域取得了卓越成就，曾担任中国训诂学会副会长、中国吐鲁番学会理事、中国语言学会理事。培养了一批学生，如张涌泉、黄征、王云路等。
郭在贻出身农家，曾师事姜亮夫、蒋礼鸿等学者。代表著作包括《训诂学》、《训诂丛稿》、《郭在贻语言文学论稿》、《郭在贻敦煌学论集》、《敦煌变文集校议》。其发表的《楚辞解诂》、《唐代白话诗释词》获得首届中国社科院青年语言学家奖。1988年，郭在贻被评为国家有突出贡献的中青年专家。在贻擅长书法，在世时也因此博得过名声，亦颇以此自负，沙孟海曾请他写过字。学术上，郭在贻十分崇敬章太炎的学说。文革尊法批儒期间，郭在贻曾参加过章太炎诗文选注组，当时党中央要求浙江省编出章太炎的诗文选，在贻遂被分配完成此书。1989年，郭在贻因癌症逝世，享年五十岁。

## 年谱
- 1957年-1961年，就读于浙江师院（1958年改名为杭州大学）
- 1979年被评为杭州大学讲师。
- 1980年破格晋升为副教授。
- 1985年晋升为教授。
- 1986年评定为博士生导师。是当时人文社科领域最年轻的博导。